# Église Saint-Michel (Salzbourg)
Pour les articles homonymes, voir Saint-Michel.
L'église Saint-Michel est une église catholique baroque dépendant de l'abbaye Saint-Pierre. Elle est située dans la vieille ville de Salzbourg entre la Waagplatz et la Residenzplatz (Place de la Résidence) et dédiée à l'archange saint Michel. Le café Demel (célèbre comme café Glockenspiel autrefois) se trouve juste à l'est, contre l'église.

## Histoire
Une première église Saint-Michel existait comme chapelle palatine de la dynastie des Agilolfides, premiers ducs bavarois, entre le VIIIe et le début du XIIe siècle, puis servit aussi d'église paroissiale pour la bourgeoisie de la ville et fut desservie par les Franciscains. L'étage supérieur était réservé à l'empereur et à sa Cour, tandis que l'étage inférieur, avec son entrée sur la place du marché, à la bourgeoisie. Ensuite pendant le Moyen Âge, l'église perd son privilège et elle est reconstruite plusieurs fois, la dernière fois au XVIIIe siècle entre 1767 et 1778, sur commande de l'abbé Bède Seeauer. Les fenêtres sont aussi modifiées et l'intérieur décoré en style rococo avec des stucs élégants et des peintures raffinées. Benedikt Zöpf est le maître d'œuvre et les fresques entre les fenêtres sont de Franz Xaver König. Elles représentent le couronnement de la Vierge, entourée de saint Michel et de sa cohorte d'anges. La lanterne haute est de Philipp Hinterseer (1771).

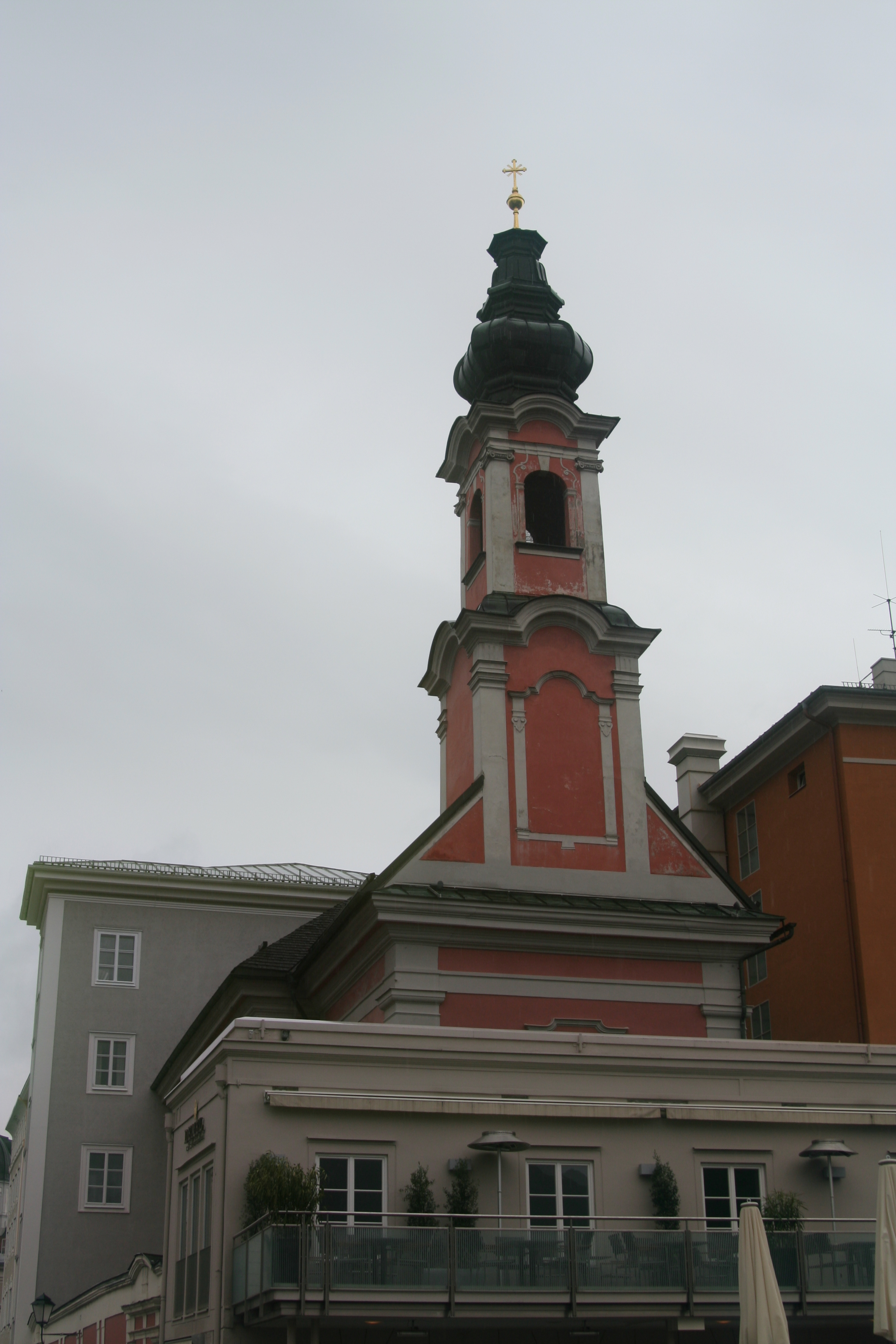
Vue du clocher

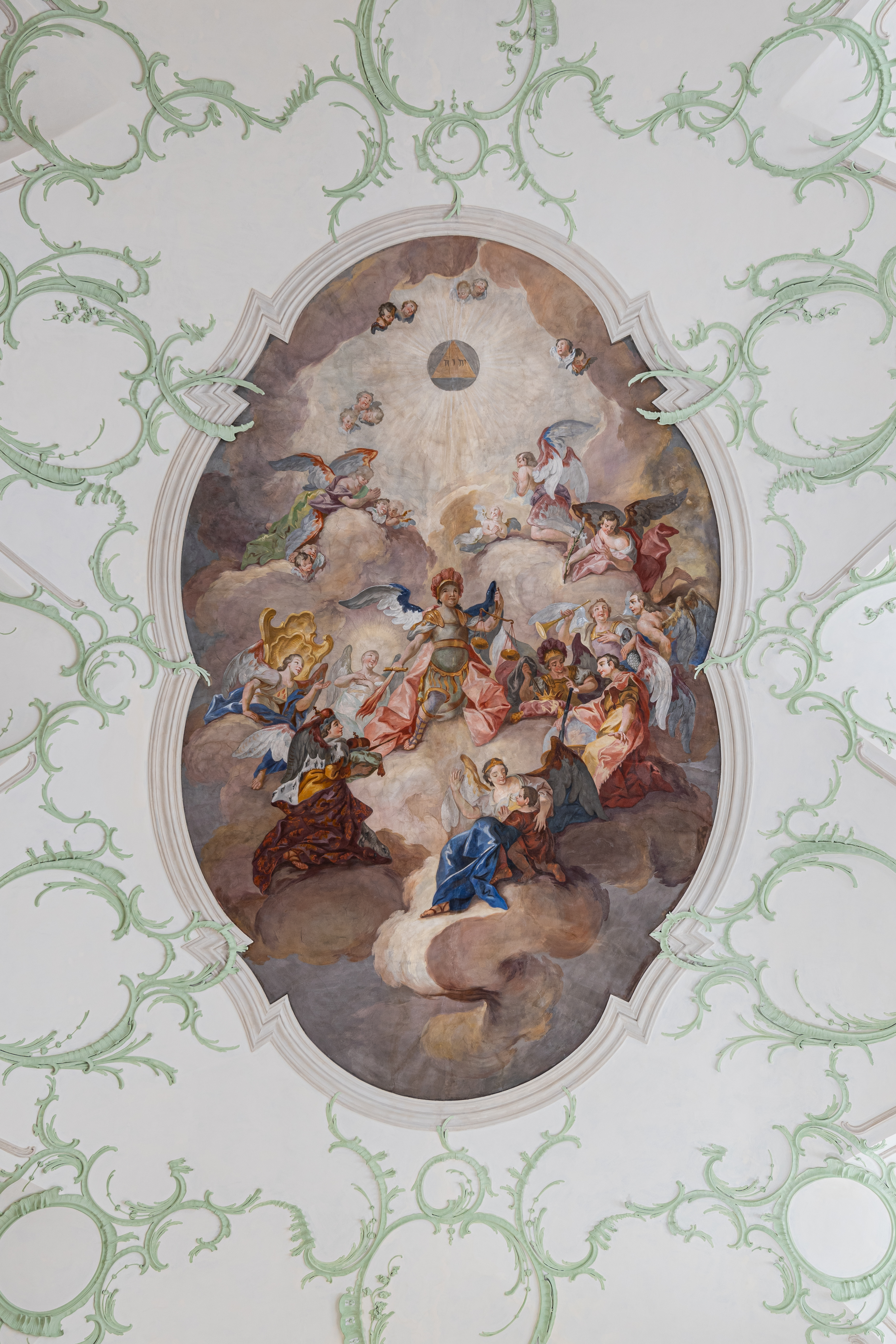
Fresco Benedikt Zöpf

Johann Hängler rénove le majestueux maître-autel de marbre en 1770, tandis que le tableau d'autel représente saint Benoît, patron de l'abbaye. Les autels latéraux du même auteur représentent, pour celui de gauche l'Annonciation dominée par saint Pierre, pour celui de droite l'archange Raphaël et Tobie, dominés par saint Paul.
La crypte de style baroque est également remarquable.